# Alcina
Alcina (HWV 34) es una ópera seria en tres actos con música de Georg Friedrich Händel. La trama se tomaba – pero parcialmente alterada para una mejor conformidad – del Orlando furioso de Ariosto (como las óperas de Händel Orlando y Ariodante), un poema épico ambientado en la época de las luchas de Carlomagno contra el Islam. La ópera contiene varias secuencias musicales con oportunidades para la danza: se compusieron para la bailarina francesa Marie Sallé.

## Historia
Alcina fue compuesta para la primera temporada de Händel en el Teatro Covent Garden, Londres. Normalmente Händel empleaba el verano para componer las óperas de la siguiente temporada, pero esto no ocurrió en el caso de Alcina, ya que tan solo transcurrieron unos pocos días desde que Händel terminó de componerla, el 8 de abril de 1735, hasta que fue estrenada, el 16 de abril de ese mismo año. El estreno se llevó a cabo en el Royal Opera House del Covent Garden. 
Después de Ariodante, que fue estrenada en la misma temporada de 1735, Alcina fue la segunda ópera que Handel no compuso para el Teatro Haymarket. Junto a la mencionada Ariodante y Orlando (1733), Alcina conforma un tríada que se basa en el Orlando furioso de Ludovico Ariosto. En este caso, se utilizaron los cantos VI y VII del poema, el amor entre el caballero Ruggiero y la hechicera Alcina. Se desconoce quién es el libretista de la ópera, pero se supone que está basado en el libreto de Riccardo Broschi, L'Isola d'Alcina de 1728.
Como las otras obras del compositor en el género de la ópera seria, cayó en la oscuridad, después de una reposición en Braunschweig en 1738 no se volvió a representar hasta una producción en Leipzig en 1928. Su estreno en España tuvo lugar en 1943, en Barcelona, en el Teatro Tívoli.
La soprano australiana Joan Sutherland cantó el papel en una producción de Franco Zeffirelli en la que ella debutó en La Fenice en febrero de 1960 y en la Ópera de Dallas en noviembre de aquel año. Ella intervino en la misma producción en la Royal Opera House, Covent Garden, en 1962. Fue representado en Ledlanet, Escocia, en 1969. Una gran producción fue la de Robert Carsen, representada originariamente para la Ópera de París en 1999 y repitió en la Ópera Lírica de Chicago, que presentó a Renée Fleming en el rol titular.
Esta ópera se representa poco; en las estadísticas de Operabase aparece la n.º 103 de las óperas representadas en 2005-2010, siendo la 7.ª en el Reino Unido y la tercera de Händel, con 35 representaciones en el período.

## Personajes
| Personaje                                            | Tesitura              | Elenco del estreno, 16 de abril de 1735 (Director: Georg Friedrich Händel) |
| ---------------------------------------------------- | --------------------- | -------------------------------------------------------------------------- |
| Alcina, una hechicera                                | soprano               | Anna Maria Strada del Po                                                   |
| Morgana, su hermana                                  | soprano               | Cecilia Young                                                              |
| Oberto, un niño que busca a su padre                 | niño soprano          | William Savage                                                             |
| Ruggiero, un caballero                               | castrato mezzosoprano | Giovanni Carestini                                                         |
| Bradamante, caballero femenino enamorada de Ruggiero | mezzosoprano          | Maria Caterina Negri                                                       |
| Oronte, amante de Morgana                            | tenor                 | John Beard                                                                 |
| Melisso, anterior tutor de Ruggiero                  | bajo                  | Gustavus Waltz                                                             |

## Argumento
La historia transcurre en la isla de la hechicera Alcina.

### Prólogo
El telón de fondo de la ópera proviene del poema Orlando Furioso.  El heroico caballero Ruggiero está destinado a una vida breve pero gloriosa, y un benevolente mago siempre lo está sacando de los brazos de su amada, Bradamante.  Bradamante no es el tipo que tolere la constante desaparición de su amante, y ella pasa grandes partes del poema en armadura integral yendo a buscarlo detrás de él. Justo antes de que la ópera empieza ella lo ha rescatado de un castillo encantado, sólo para que su caballo volador (un hipogrifo) le coja gusto a Ruggiero y se marche volando con él.  Ruggiero y el hipogrifo aterrizan en una isla en medio del océano. Mientras el hipogrifo empieza a comer las hojas de un mirto, Ruggiero se sorprende al oír al arbusto que empieza a hablar. El arbusto revela que fue una vez un alma viva llamado Sir Astolfo, y la isla pertenece a las hermanas hechiceras Alcina y Morgana.  La bella Alcina seduce a todos los caballeros que llegan a su isla, pero pronto se cansa de sus amantes y los transforma en piedras, animales, plantas, o cualquier otra cosa que se le ocurra. A pesar de la advertencia de Astolfo, Ruggiero sale al encuentro de la hechicera— y cae bajo su embrujo.

### Acto I
Bradamante, amante de Ruggiero, lo está buscando, y llega a la isla de la hechicera Alcina con el anterior tutor de Ruggiero, Melisso. Vestida con armadura, Bradamante parece un joven y hace que la llamen por el nombre de su propio hermano, Ricciardo.  
La primera persona a la que encuentran es a la hechicera Morgana. A duras penas humana y sin comprender el verdadero amor, ella inmediatamente abandona a su propio amante Oronte en favor del guapo 'Ricciardo.'  Morgana los lleva a la corte de Alcina, donde Bradamante descubre que Ruggiero está perdidamente enamorado de Alcina y ha olvidado por completo su vida anterior. 
Oronte descubre que Morgana se ha enamorado de 'Ricciardo,' y lo desafía a duelo, pero Morgana detiene la lucha. Oronte le dice al joven exactamente cómo trata Alcina a sus anteriores amantes y añade que, hasta donde él puede decirlo, Alcina se ha enamorado del recién llegado, 'Ricciardo'.  Ruggiero está horrorizado y abruma a Alcina con su furia celosa. Las cosas empeoran cuando entra 'Ricciardo' y pretende admirar a Alcina. Alcina calma a Ruggiero, pero Bradamante está tan disgustada al ver a su prometido cortejado delante de ella misma, que revela su verdadera identidad a Ruggiero.  Melisso rápidamente la contradice y Ruggiero queda muy confundido.
Alcina le dice a Morgana que está planeando convertir a 'Ricciardo' en un animal, sólo para demostrar a Ruggiero cuánto lo quiere a él. Morgana le ruega a 'Ricciardo' que se marche de la isla pero dice que prefiere quedarse, pues ama a otra. Morgana cree que esta otra persona es ella misma, y el acto finaliza con su triunfante aria "Tornami a vagheggiar."

### Acto II
Melisso hace que Ruggiero recobre la razón gracias a un anillo mágico: bajo su influencia, Ruggiero ve la isla tal como es realmente, un desierto, habitado por monstruos. Asombrado, se da cuenta de que debe irse, y canta la famosa aria "Verdi prati" ("Verdes prados") donde admite que incluso sabiendo que la isla y Alcina son meras ilusiones, su belleza le perseguirá el resto de su vida.
Ruggiero, perplejo por la magia y la ilusión que lo rodea, no cree sus propios ojos cuando al final ve a Bradamante como ella misma, creyendo que ella puede ser otra de las ilusiones de Alcina.  Bradamante está desesperada, lo mismo que Alcina. Convencida de la indiferencia de Ruggiero, entra para convertir a 'Ricciardo' en animal, y Ruggiero tiene que calmarse rápidamente y convencer a la maga de que él no necesita ninguna prueba de su amor. 
Oronte se da cuenta de que 'Ricciardo', Melisso y Ruggiero tienen algún tipo de relación, Morgana y Alcina se dan cuenta de que están siendo engañadas, "Ah! mio cor! schernito sei!"("¡Ah, mi corazón está escarnecido!")pero es demasiado tarde porque los poderes de Alcina dependen de la ilusión y, al haber entrado en su vida el verdadero amor, ha perdido sus poderes.

### Acto III
Morgana y Oronte intentan reconstruir su relación; ella vuelve a él y él la rechaza pero (una vez que ella ha abandonado el escenario) admite que la ama todavía. Bradamante y Ruggiero deciden que necesitan destruir la fuente de la magia de Alcina, normalmente representada como una urna.  Alcina les ruega, pero Ruggiero es sordo a sus llamadas y rompe la urna. Al hacerlo, todo queda a la vez arruinado y restaurado. El palacio mágico de Alcina se derrumba y ella y Morgana se hunden en el suelo, pero los amantes de Alcina que habían sido transformados en rocas y animales, vuelven a ser ellos mismos.